# Trinodes amamiensis
Trinodes amamiensis là một loài bọ cánh cứng trong họ Dermestidae. Loài này được Ohbayashi miêu tả khoa học năm 1977.